# Charles-Édouard Elmerich
Charles-Édouard Elmerich, né le 21 septembre 1813 à Colombier-Châtelot,, et mort le 6 octobre 1889 à Paris 4e, est un peintre,  sculpteur, graveur et dessinateur français.

## Biographie

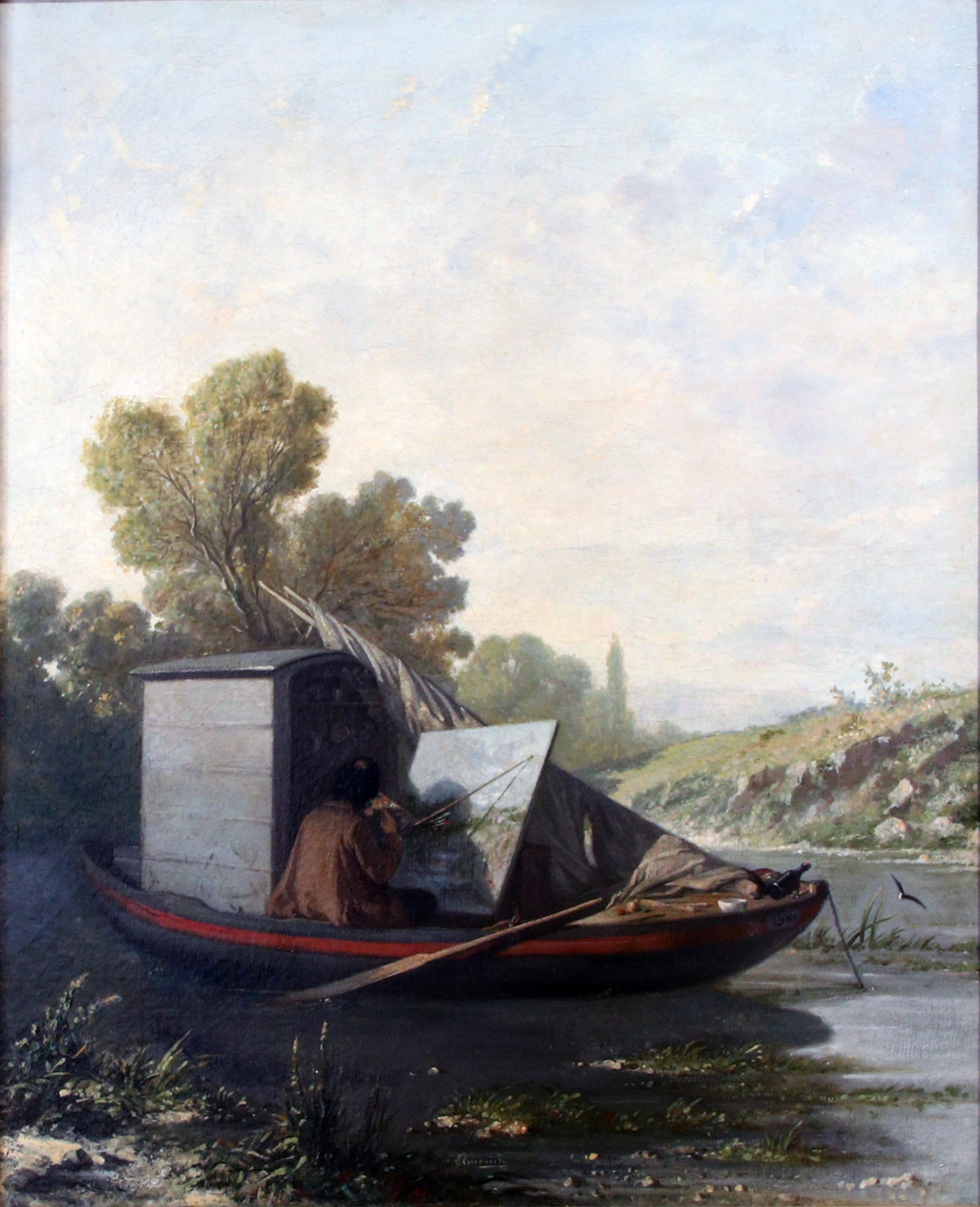
Charles-Édouard Elmerich, Daubigny peignant dans sa barque, vers 1857-1860, coll. Musée Mainssieux

Élève d’Horace Vernet, Charles Édouard Elmerich a d'abord travaillé comme dessinateur pour un fabricant d'armes à Klingenthal, en Allemagne. Il s'installe ensuite à Paris et prend des cours à l’Académie Suisse. Puis il se lance dans la sculpture.
Il laisse des scènes de genre, des paysages  et des sujets allégoriques.